# João Fernandes Pacheco
João Fernandes Pacheco II (c. 1340 − c. 1420), bisneto de D. João Fernandes Pacheco I e primeiro do nome, foi um cavaleiro medieval do Reino de Portugal e o 9.º Senhor de Ferreira de Aves, freguesia portuguesa do concelho de Sátão, vila portuguesa no Distrito de Viseu, região Centro e sub-região do Dão-Lafões e alcaide-mor do Castelo de Celorico da Beira, bem como 1.º senhor de Belmonte em Castela.

## Biografia
Filho único legítimo e herdeiro de Diogo Lopes Pacheco, "O Grande", acompanhou sempre o seu pai na sua longa e agitada vida, o que lhe permitiu conhecer vários países e várias culturas. Guerreiro notável e homem culto, foi o principal informador do cronista francês Jean Froissart na parte das suas crónicas referentes à guerra entre Portugal e Castela.
Foi Guarda-Mor de D. João I e do seu Conselho. Tomou parte particularmente activa em toda a guerra com Castela, nomeadamente na batalha de Aljubarrota, onde esteve com seu pai e irmãos bastardos legitimados, Lopo Fernandes Pacheco e Fernão Lopes Pacheco. Participação fulcral foi também a sua na batalha de Trancoso: Sendo então Alcaide-Mor do Castelo de Celorico da Beira, foi um dos três vencedores da Batalha de Trancoso, uma das quatro batalhas decisivas da guerra com Castela durante a crise de 1383−1385.
Juntamente com seu irmão Lopo Fernandes Pacheco, é dado como um dos cavaleiros integrando o grupo dos chamados Doze de Inglaterra. Mesmo que esse episódio possa ser mais lendário do que histórico, o facto de o seu nome lá se encontrar incluído atesta bem do prestígio que teria adquirido como guerreiro.

### A Batalha de Trancoso
Esta batalha de Trancoso ocorreu nos finais do mês de maio do ano de 1385, entre forças Portuguesas e forças Castelhanas, junto à Capela de São Marcos de Trancoso, em Trancoso. Com ele encontravam-se  o Alcaide-Mor do Castelo de Trancoso, Gonçalo Vasques Coutinho, e as forças do Alcaide-Mor do Castelo de Linhares, Martim Vasques da Cunha. O papel de João Fernandes Pacheco foi decisivo, porquanto que os outros dois Alcaides-mores, seus parentes e grandes Senhores da Beira, se encontravam em litígio, nenhum querendo avançar contra os castelhanos, nenhum deles querendo obedecer ao comando do outro. João Fernandes Pacheco conseguiu resolver a contenda entre ambos, o que permitiu que, juntas as três hostes, conseguissem enfrentar vitoriosamente os castelhanos.
Particularmente relevante foi também a sua participação nas campanha de reconquista das povoações do Minho e de Trás-os-Montes e Alto Douro que ainda mantinham a voz por Castela.

### Passagem a Castela
Era senhor de inúmeras terras, alcaidarias e morgadios, parte por herança de seus antepassados e outra parte devida a várias doações que lhe haviam sido feitas por D. João I, em reconhecimento pelos seus muitos serviços durante a crise de 1383-1385 e a guerra com o rei de Castela que se seguiu. Tudo abandona para passar a Castela cerca de 1396, juntamente com seu irmão Lopo, vários parentes e outros representantes da velha nobreza portuguesa, por se considerarem humilhados pela expropriação que o Rei decidira fazer de parte das suas terras. Passou então ao serviço do Rei de Castela, Henrique III, que lhe deu o Senhorio de Belmonte. Foi João Fernandes Pacheco, em Castela, por intermédio de dois dos seus netos, filhos da sua única filha legítima, progenitor de duas das maiores Casas do país vizinho: a casa dos Duques de Ossuna e a Casa dos Duques de Escalona.
Encontra-se sepultado na Igreja colegial de Belmonte.

## Relações familiares
Foi filho de Diogo Lopes Pacheco (1304 − 1393) e de Joana Vasques Pereira, filha de Vasco Gonçalves Pereira, conde de Trastâmara, e de Inês Lourenço da Cunha. Casou com D. Inês Teles de Meneses filha de D. Gonçalo Teles de Meneses, 1.º Conde de Neiva, e de D. Maria Afonso de Albuquerque, de quem teve: 
- Maria Pacheco. Foi 2.ª senhora de Belmonte, em Castela. Casou com Afonso Telles Girón, filho de Martim Vasques da Cunha, 1.º Conde de Valencia de D. Juan, e de sua primeira mulher Teresa Telles Girón, de quem teve: 
  - D. Juan Pacheco, Mestre de Santiago, 3.º senhor de Belmonte, marquês de Vilhena e Duque de Escalona. Grande valido do rei Henrique IV de Castela.
  - D. Pedro Telles Girón, Mestre de Calatrava, progenitor, em Espanha, da Casa dos Duques de Osuna.
- João Pacheco.